# Поїзд до Дарджилінга
Поїзд до Дарджилінга — комедійна драма 2007 року американського режисера Веса Андерсона, яку він продюсував разом зі Скоттом Рудіном, Романом Копполою та Лідією Дін Пілчер, а також написав сценарій разом із Копполою та Джейсоном Шварцманом, який також зіграв одну з головних ролей.
Головні герої фільму — три брати, які віддалилися та вирішили зустрітися в Індії через рік після похорону свого батька для «духовної подорожі» на борту розкішного поїзда. Братів грають Оуен Вілсон, Едрієн Броуді та Джейсон Шварцман. Також до акторського складу також увійшли Варіс Алувалія, Амара Каран, Уоллес Володарскі, Барбет Шредер і Анжеліка Г'юстон, яка раніше також співпрацювала з Андерсоном, а також Наталі Портман, Камілла Резерфорд, Ірфан Хан і Білл Мюррей в епізодичних ролях.
Фільм вийшов в прокат 29 вересня 2007 року від компанії Fox Searchlight Pictures. Загалом фільм отримав схвальні відгуки критиків і заробив 35 мільйонів доларів при бюджеті в 17,5 мільйонів доларів. Прем'єра відбулася на 64-му Венеційському кінофестивалі в конкурсі на «Золотого лева». Також кінокартина була названа серед найкращих фільмів року на премії NYFCO 2007.
Короткометражний фільм «Готель Шевальє» Веса Андерсона з Джейсоном Шварцманом і Наталі Портман у головних ролях є прологом до даного фільму.

## Сюжет
Дії фільму відбуваються в Індії: бізнесмен не встиг на свій потяг під назвою «The Darjeeling Limited», коли він відходить від станції, його випереджає чоловік — Пітер Вітмен. Пітер застрибує в потяг та возз'єднується зі своїми братами Френсісом і Джеком. Троє братів не бачилися з моменту похорону свого батька рік тому. Брати тяжко переживають смерть батька та усі троє везуть багато речей, які належали йому.
Френсіс, старший, нещодавно пережив майже смертельну аварію на мотоциклі, тому його обличчя та голова в бинтах. Він хоче примиритися зі своїми братами шляхом «духовного самопізнання». Він таємно розшукує їхню матір Патрицію, яку брати не бачили багато років. За допомогою свого помічника Брендана Френсіс склав чіткий маршрут подорожі, а також він забрав паспорти своїх братів, щоб ті не зійшли з поїзда занадто рано.
Поїзд везе братів через сільську місцевість до різних індуїстських і сикхських храмів, поступово напруга між ними зростає: Пітер і Джек розгнівані через контроль з боку Френсіса. Зрештою він розповідає, що скоро брати зустрінуться зі своєю матір'ю, яка стала черницею та живе в християнському монастирі в Гімалаях.
Брати сваряться, через що їх знімають з потяга. Брендан передає братам листа від їхньої матері: вона не хоче їх бачити. Брати вирішують залишити Індію, розійтися різними шляхами і ніколи не повертатися.
Після походу крізь пустелю, брати бачать як троє дітей падають у річку, намагаючись перетягнути через неї пліт. Джек і Френсіс рятують двох хлопчиків, але Пітеру не вдається врятувати третього. Вони повертають тіло хлопця та врятованих дітей до місця, де вони живуть. Наступного дня вони відвідують похорони та згадують про день похорону свого батька — разом з Еліс, дружиною Пітера, брати зупинилися, щоб забрати Porsche свого батька з ремонтної майстерні по дорозі на похорон. Коли механік сказав їм, що в ньому не вистачає деталі, а батарея розряджена, Пітер у відчаї вирішив запустити її, хоча брати були проти. Після сварки Пітер здався, і всі троє все ж поїхали на похорон у машині, на якій приїхали. Їхній батько був збитий таксі. Мати братів на похорон не прийшла.
Врешті брати раптово вирішили відвідати матір. Вони знаходять Патрицію в монастирі. Сім'я возз'єднується, переживає щемливий ніжний момент. Наступного ранку брати прокидаються й бачать, що матері немає, хоча вона залишила їм сніданок. Вони вирішують не чекати її повернення і піти.
На вокзалі брати біжать на інший потяг, радісно скидають усі валізи та сумки свого батька, щоб встигнути застрибнути у вагон. Всередині Френсіс пропонує повернути Пітеру та Джеку їхні паспорти, але натомість йому кажуть залишити їх.
Френсіс каже: «Ходімо вип'ємо та покуримо», — і брати виходять із купе.

## Акторський склад
- Оуен Вілсон — Джек Вітман
- Едрієн Броуді — Пітер Вітман
- Джейсон Шварцман — Джек Вітман
- Амара Каран — Ріта
- Анжеліка Г'юстон — Патриція, мати братів
- Уоллес Володарскі — Брендан
- Варіс Алувалія — Головний стюарт
- Барбет Шредер — Механік
- Камілла Резерфорд — Еліс, дружина Пітера
- Ірфан Хан — Батько
- Білл Мюррей — Бізнесмен
- Наталі Портман — Ретт, колишня Джека
- Гурдіп Сінгх — Головний стюарт в Бенгалії

## Локації
Значна частина фільму була знята в Джодхпурі, Раджастхан. Сцени Гімалаїв знімали в Удайпурі. Міжнародний аеропорт, показаний у кінці — це стара будівля терміналу аеропорту Удайпур. Пагорб, зображений у кінці фільму — це Слоновий пагорб, у селищі Нарлай в Раджастхані. Сцени, що відбуваються в Нью-Йорку, знімалися в Лонг-Айленд-Сіті, районі Нью-Йорку.
Сцени у поїзді й справді були зняті всередині поїзда, який рухався з Джодхпура в Джайсалмер і через пустелю Тар. До стелі нічого не можна було кріпити, а знімальне обладнання не могло бути далі від вікон більше, ніж на метр. Елементи інтер'єру були майже повністю зроблені та задекоровані вручну. Сценарист і режисер Вес Андерсон і художник-постановник Марк Фрідберг прийшли до залізничної компанії та запросили для фільму десять вагонів і локомотив, які вони повністю оновлять, а потім пересуватимуть по залізниці. Компанія ніколи не отримувала такого запиту, і хоча це зайняло багато часу та зусиль, рішення врешті-решт було ухвалено.

## Саундтрек та музика до фільму
Саундтрек містить три пісні британського рок-гурту The Kinks, а саме «Powerman», «Strangers» і «This Time Tomorrow», усі випущені 1970 року, а також сингл «Play With Fire» від гурту The Rolling Stones. «Where Do You Go To (My Lovely)» Пітера Сарштедта також представлена у фільмі.
Проте більша частина альбому містить музику до фільмів, написану бенгальським режисером Сатьяджитом Раєм та іншими артистами індійського кіно. Режисер Вес Андерсон сказав, що саме фільми Сатьяджита Рая змусили його приїхати до Індії. До травня 2006 року, коли був завершений сценарій до фільму, Вес ніколи не був в Індії.
Також в фільмі наявні класичні твори Дебюссі та Бетховена.
Фільм закінчується піснею 1969 року «Les Champs-Élysées», випущену у 1969 році, французьким співаком Джо Дассеном.

## Прем'єра
Світова прем'єра фільму відбулася 3 вересня 2007 року на Венеційському кінофестивалі, де він брав участь у конкурсі на «Золотого лева» та отримав «Маленького золотого лева». Прем'єра фільму у Північній Америці відбулася 28 вересня 2007 року, фільм відкрив 45-й Нью-Йоркський кінофестиваль.
Фільм вийшов в обмежений кінотеатральний прокат в Північній Америці 5 жовтня 2007 року. Повноцінний показ фільму в Північній Америці відбувся 26 жовтня 2007 року, а у Великій Британії — 23 листопада 2007 року, показу фільму передував показ його короткометражного приквелу «Готель Шевальє»
Фільм був випущений для DVD 26 лютого 2008 року та перевиданий Criterion Collection 12 жовтня 2010 року як на DVD, так і на Blu-ray.

## Сприйняття
Фільм отримав загалом схвальні відгуки критиків. Станом на квітень 2025, на сайті Rotten Tomatoes 69 % критиків дали фільму позитивні відгуки на основі 193 рецензій із середньозваженим балом 6,70/10. Пояснення від критиків сайту звучить так: «Завдяки необхідному поєднанню гумору, смутку та вражаючого візуалу The Darjeeling Limited задовольнить шанувальників Веса Андерсона». На сайті Metacritic фільм отримав середню оцінку 67 зі 100 на основі 35 рецензій. Фільм отримав оцінку 7,2 з 10 на сайті Internet Movie Database.

## Нагороди та номінації
| Нагорода                        | Дата церемонії      | Категорія                     | Номінант(и)                                    | Результат |
| ------------------------------- | ------------------- | ----------------------------- | ---------------------------------------------- | --------- |
| AARP Movies for Grownups Awards | 4 лютого 2008 року  | Найкраща комедія              |                                                | Перемога  |
| Нагороди Боділ                  | 24 лютого 2008 року | Найкращий американський фільм | Вес Андерсон                                   | Номінація |
| Нью-Йоркські кінокритики онлайн | 9 грудня 2007 року  | Найкращі фільми року          |                                                | Перемога  |
| Нью-Йоркські кінокритики онлайн | 9 грудня 2007 року  | Кращий сценарій               | Вес Андерсон, Джейсон Шварцман і Роман Коппола | Перемога  |
| Венеційський кінофестиваль      | 8 вересня 2007 року | Золотий Лев                   |                                                | Номінація |